# アガボ

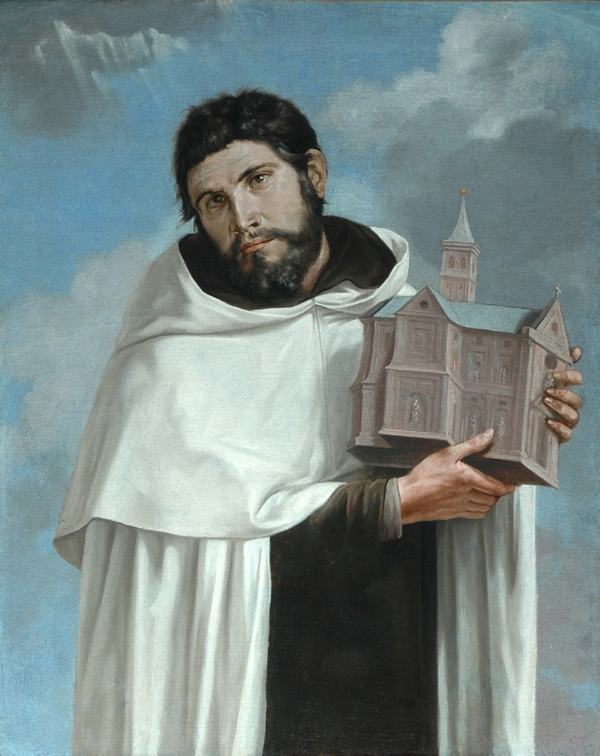
アガボ

アガボは新約聖書の『使徒言行録』に登場する預言者。
アガボは「預言者」といわれるが、社会変革すら呼びかけた旧約聖書の預言者とはその意味合いに微妙な違いがある。初期の教会にはさまざまな能力をもった人々がいた。その1つが「予言する力」であり、当時は神から与えられていると考えられていた。アガボもまた預言の力をもったキリスト教徒であった。
アガボはエルサレムからアンティオキアへやってきた「預言する人々」の一人であった。彼は世界で起こる大飢饉を予告し、果たしてクラウディウス帝の時代にそれが実現した。
またカイサリアにパウロを訪ね、このままエルサレムへいけば逮捕されるだろうと預言した。